# ليالي سطيح
ليالي سطيح هو كتاب على اسلوب المقامات من تأليف الشاعر المصري حافظ ابراهيم الملقب بشاعر النيل، نشر سنة 1906.
يحاكي حافظ إبراهيم في كتابه «ليالي سطيح» حديث عيسى بن هشام -الشخصية الخيالية المعروفة في مقامات بديع الزمان الهمذاني ، ولكن بدرجة أقل في التخيل، فالراوي في هذا العمل هو أحد أبناء النيل الذي يلتقي مع سطيح أحد الكهنة العرب القدامى.
وقد جاء الكتاب في صورة نثر فني، يتخذ شكلا أقرب إلى المقامة، فالمكان ثابت والحوار هو السمة الغالبة بلا أحداث حقيقية. واعتمد حافظ في هذا العمل على الأسلوب التقريري، ولم يعمد إلى التصوير، لذلك فإن الشخصيات التي تعرض لها في كتابه لا تتمتع بوجود حقيقي، وإنما يقتصر الكاتب في تقديمها على تحويلها إلي نوافذ نطل من خلالها على أفكاره. وقد وجه حافظ من خلال هذا العمل نقدا اجتماعيًا للأخلاق والعادات السائدة، وذلك في ثنايا وصفه لحال الاجتماع في مصر إبان تلك الفترة، حيث تطرقت فصول الكتاب إلى مشاكل اجتماعية وأدبية مختلفة. كان منها المشاكل المتعلقة بالامتيازات الأجنبية، والقضايا الأدبية، وغيرها من ألوان النقد الاجتماعي والأدبي.